# Huang-Rhys-Faktor
Der dimensionslose Huang-Rhys-Faktor {\displaystyle S} ist ein Maß für die Wechselwirkung der Elektronen, die an Störstellen wie Farbzentren in einem Kristall gebunden sind, mit den Phononen des Kristalls. Der Faktor gibt die im Mittel bei einem elektronischen Übergang emittierten Phononen an.
Ein weiteres Beispiel der Anwendung des Huang-Rhys-Faktors ist die Wechselwirkung von Molekülschwingungen mit elektronischen Anregungen.
Der Huang-Rhys-Faktor ist gegeben durch:
{\displaystyle S={\frac {\Delta E}{2\,E_{\mathrm {phon} }}}}
mit
- der Stokes-Verschiebung {\displaystyle \Delta E}
- der mittleren Phononenergie {\displaystyle E_{\mathrm {phon} }=\hbar \omega =h\nu }.

Manchmal wird auch angegeben:
{\displaystyle S={\frac {\Delta E}{2\,E_{\mathrm {phon} }}}+{\frac {1}{2}}}
Beide Werte sind nur angenähert gültig und je nach Temperatur treten auch Zwischenwerte auf.